# Ferrovia Chioggia-Porto di Chioggia

La ferrovia Chioggia-Porto di Chioggia era un raccordo ferroviario italiano a scartamento ordinario che collegava la stazione di Chioggia al porto di Chioggia, interessato esclusivamente dal trasporto merci. Il suo percorso, i cui binari sono ancora ben visibili, si snodava fra le banchine di movimentazione del nuovo scalo portuale di Val da Rio e la stazione ferroviaria di via Granatieri di Sardegna ed era lungo 4500 metri. Nella fase di esercizio, iniziata nel 1998, funse da importante supporto al porto di Chioggia. 

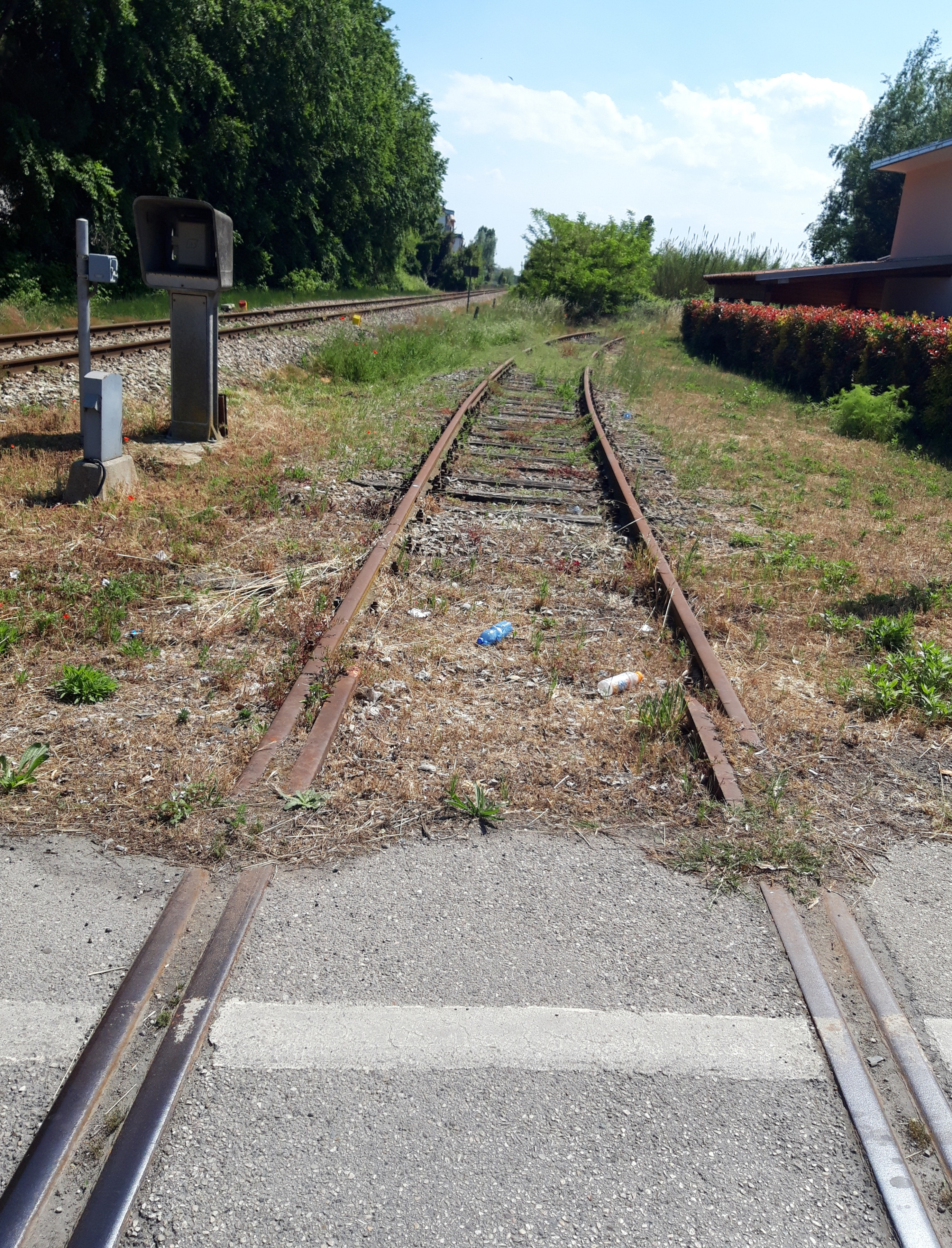
Raccordo di Val da Rio all'intersezione con il passaggio a ridosso della stazione di Chioggia

In attesa di annunciate, future operazioni di ripristino, attualmente il raccordo è fuori esercizio.

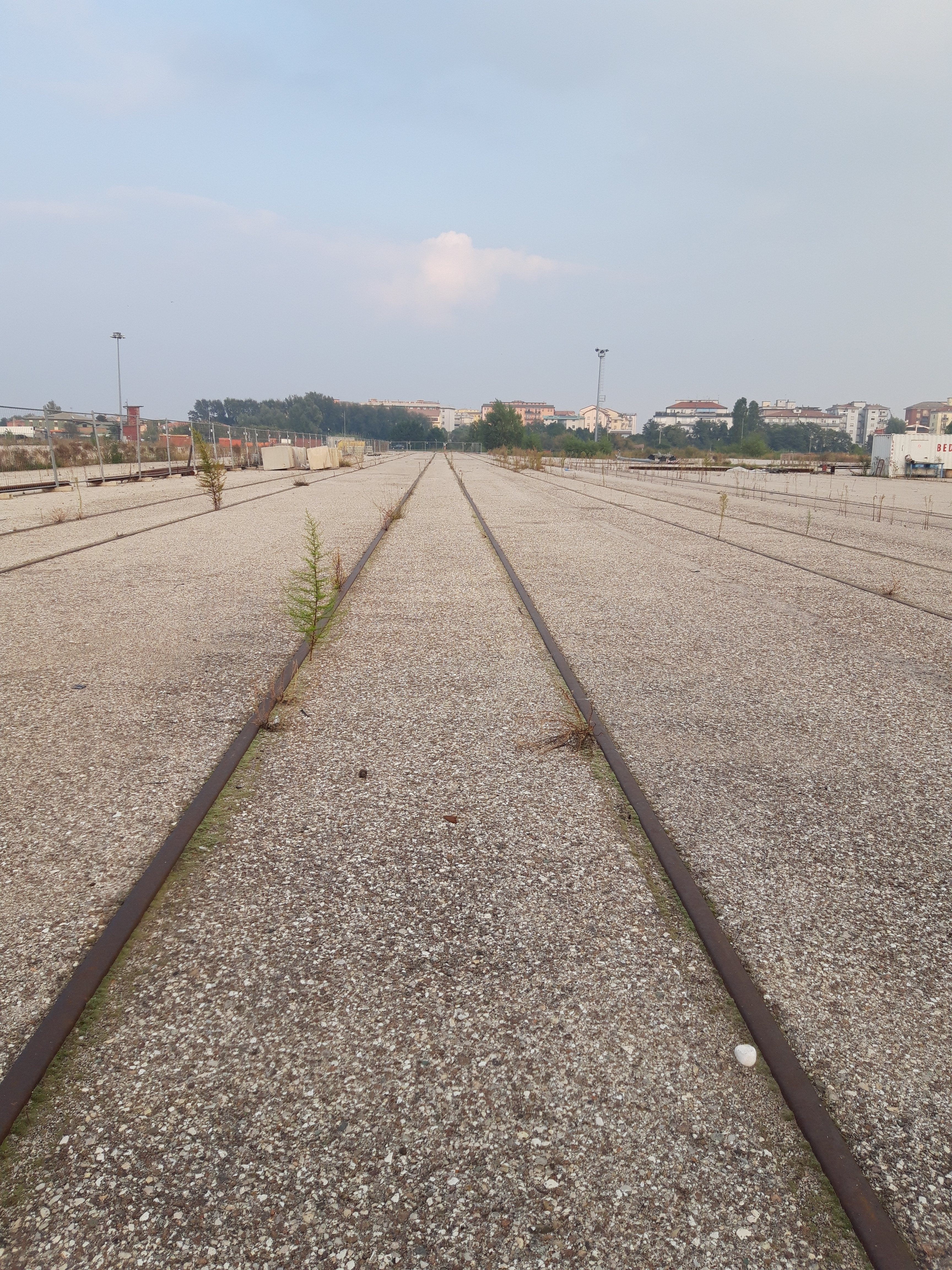
Veduta del raccordo ferroviario di Val da Rio fotografato dal Porto di Chioggia

Il raccordo era a binario unico, a scartamento ordinario e non elettrificato. Fu gestito dalla SpA regionale Sistemi Territoriali.
L'infrastruttura è stata oggetto di un intervento di dismissione nel 2015. Nella fase di esercizio, iniziata nel 1998, fungeva da importante supporto allo scalo clodiense che, verso la fine degli anni Novanta, conobbe un periodo di prosperità, durato all'incirca sino al primo quarto degli anni Duemila. La strategica vicinanza del Porto di Chioggia alla linea Chioggia-Rovigo permise di utilizzare la storica linea di unione del Clodiense col Rodigino al fine di connettersi alla rete nazionale. Tutto durò all'incirca per una decina d'anni fino a quando, a causa dell'onda lunga della Grande recessione, ci fu un declino del Porto di Chioggia che portò, fra le sue conseguenze, l'eliminazione del raccordo ferroviario, avvenuto, in termini pratici, molti anni dopo lo scoppio della crisi economica e in anni nei quali già si iniziava timidamente ad ipotizzare un ripristino del tracciato.

## Storia
| Tratta                                 | Inaugurazione |
| -------------------------------------- | ------------- |
| Porto di Chioggia-Stazione di Chioggia | 1998          |

La linea fra il Porto di Chioggia e la Stazione di Chioggia rappresenta un raccordo con la Ferrovia Rovigo-Chioggia.

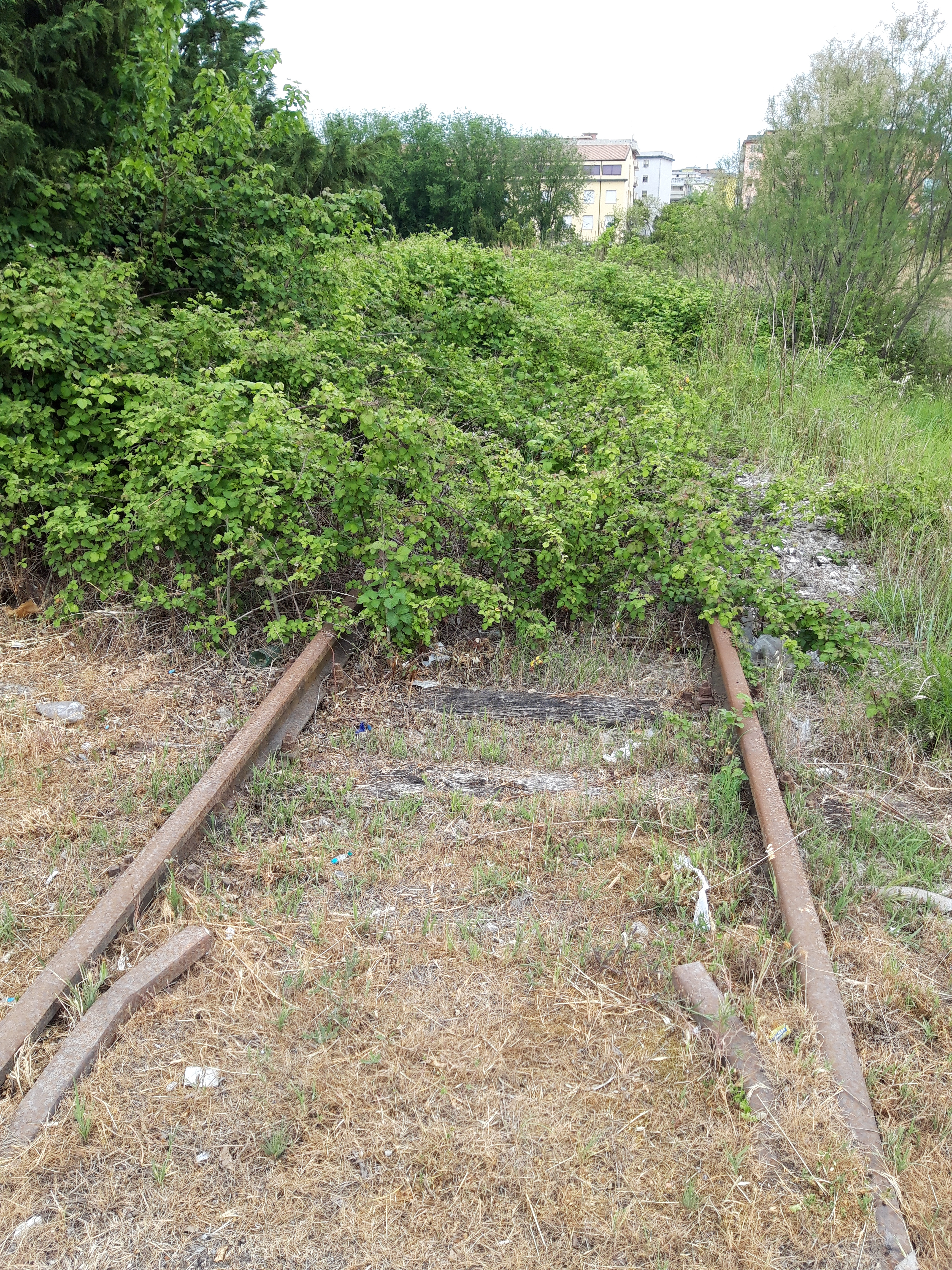
Particolare del fascio binari invaso dalla vegetazione spontanea all'intersezione con via Maestri del Lavoro.

 Fu costruita con il coordinamento dell'Azienda Speciale del Porto di Chioggia.

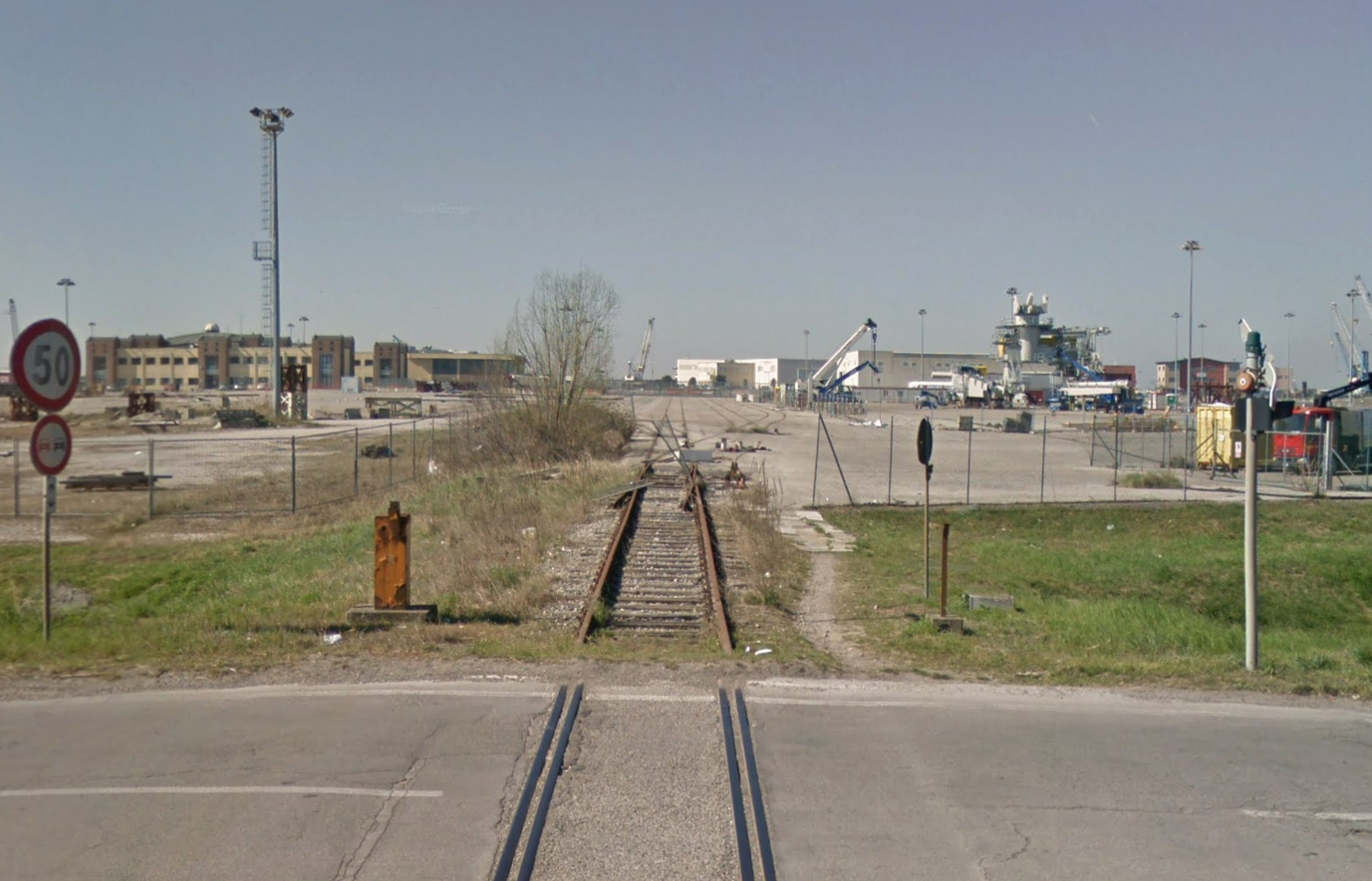
Particolare del fascio binari all'altezza di via Maestri del Lavoro. Sullo sfondo l'area portuale di Val da Rio.

 L'opera fu attuata nel 1998 a seguito dell'utilizzazione dei finanziamenti comunitari, statali, regionali, provinciali, comunali e della Camera di Commercio, stanziati per la realizzazione del Terminal Intermodale fluvio-marittimo di Val da Rio. 
Il raccordo funse da supporto allo sviluppo dell'economia locale che, al di là del settore primario e del turismo, non è mai stata trainata dalla manifattura o da filiere specializzate, ad eccezione del comparto marittimo che, con il collegamento ferroviario, conobbe i suoi anni d'oro, tramontati all'alba della Grande recessione a causa di fattori concomitanti fra i quali, e tra i più gravi, si annovera proprio un generale rallentamento dell'economia globale, che ha impattato negativamente sullo sviluppo dello scalo merci clodiense. Verso la fine del 2015, il Gestore nazionale dell'infrastruttura attuò una “modifica del piano del ferro”, che comportò, tra l'altro, la soppressione dei binari dello scalo merci, la soppressione della linea che mette in collegamento il binario merci con il binario normale, la soppressione dei deviatoi che mettevano in comunicazione lo scalo merci, la soppressione delle scarpe fermacarri dei binari III e V e quelle di protezione dei binari V e VI.

## Sinergie e riflessi sulla linea Chioggia-Rovigo
Secondo la stessa Aspo, l'attivazione del raccordo portò alla «straordinaria ripresa della linea ferroviaria Chioggia-Rovigo che, destinata ad essere tagliata dalla rete ferroviaria nazionale quale ramo secco, a seguito dell'attivazione delle prime banchine portuali e del raccordo ferroviario stazione-porto, ha avuto un notevole afflusso di traffici di merci». La linea regionale Chioggia-Rovigo, infatti, essendo una linea complementare, non elettrificata e a semplice binario, non godeva, almeno nei tempi di attivazione del raccordo, di importanti traffici passeggeri. La messa in esercizio del raccordo, quindi, come sostenne la stessa Aspo, portò indubbiamente ad un rilancio della linea, impegnando, di fatto, la stessa negli orari "di morbida", quando i binari non erano interessati dal transito dei convogli passeggeri regionali.

## Dotazioni a supporto del raccordo ferroviario

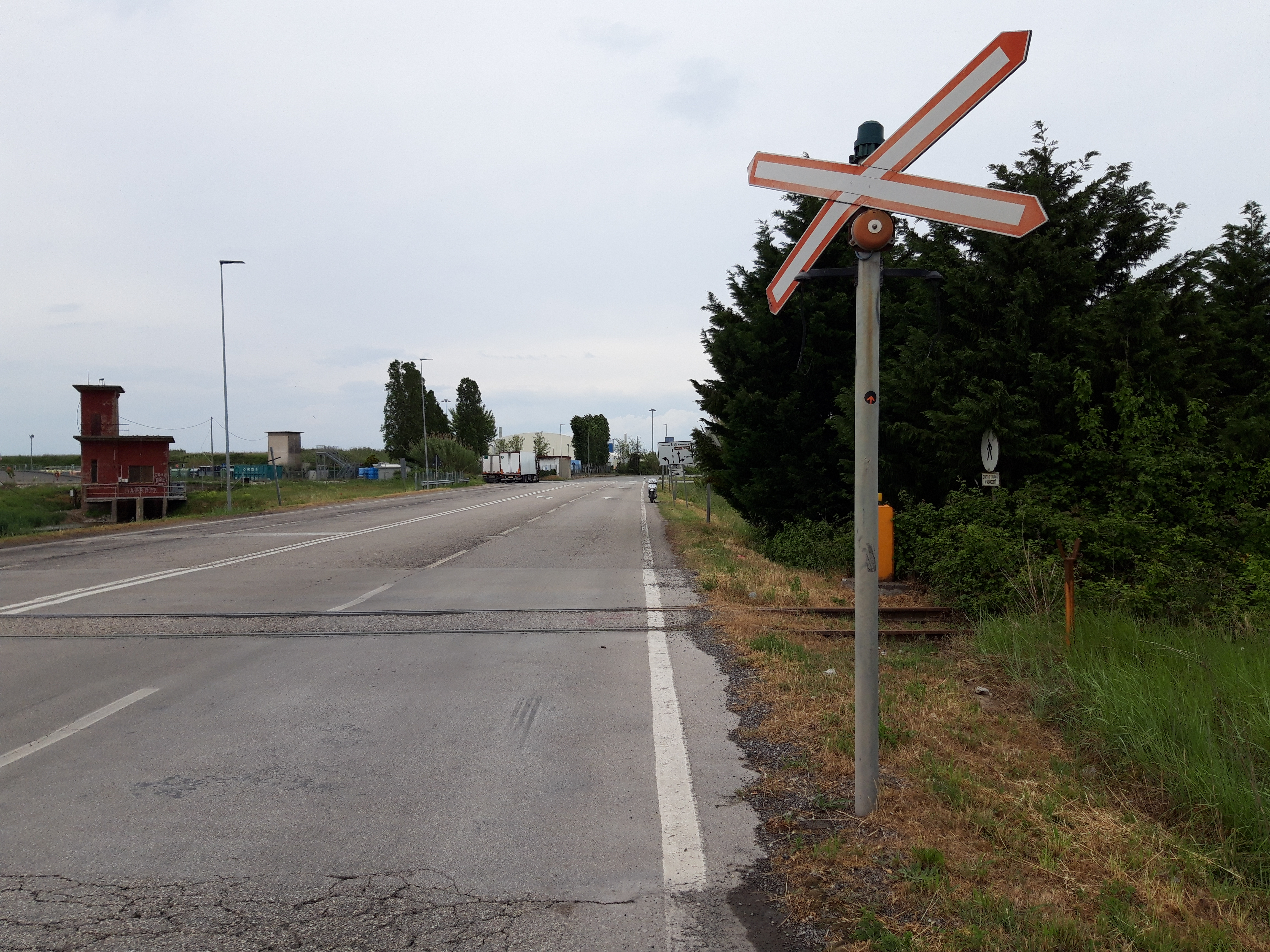
Via Maestri del Lavoro all'intersezione con il raccordo ferroviario Stazione di Chioggia-Porto di Val Da Rio con la Croce di S. Andrea ben visibile

La tratta è stata ideata ad esclusivo servizio del porto commerciale di Val Da Rio e tutte le opere realizzate sono state completate dall'Azienda Speciale del Porto di Chioggia attraverso stralci funzionali, appaltati in qualità di stazione appaltante.
Aspo, azienda della Camera di Commercio di Venezia, ha portato a termine l'attuazione di opere varie e strumentazioni tali da rendere pienamente funzionale l'utilizzo dei binari, predisponendo l'area portuale con 16.500 m2 di magazzini per il deposito delle merci, un capannone di 400 m2 adibito ad officina, una tettoia amovibile 20x20 metri per il ricovero delle merci, cinque pese stradali e tre pese ferroviarie, collegate in rete con cavidotti in fibra ottica.

## Altri investimenti collegati alla tratta
Aspo Chioggia, in un'ottica complessiva di sviluppo dell'area di Val da Rio, sviluppatasi verso la fine degli anni Novanta, in sostituzione del vecchio porto di Isola Saloni, ha portato a termine numerosi interventi, nell'auspicio di una crescita che, però, si è arrestata a seguito della crisi economica del 2008. Nell'ambito della realizzazione e gestione delle strutture ed infrastrutture di interesse economico generale del comprensorio portuale di Chioggia, sia di pertinenza del pubblico Demanio Marittimo che della proprietà privata, Aspo ha contribuito, anche con l'ausilio di altri soggetti pubblici e privati,  organismi associativi, enti, consorzi e società, a portare a termine, complessivamente quindici interventi. Fra questi, quelli direttamente collegati al raccordo, furono realizzati nel 2005 e riguardarono la realizzazione di pertinenze dei binari, ricomprese nell'ottavo intervento.

## Prospettive per il ripristino
Il perdurare di una situazione difficile per il porto di Chioggia, penalizzato da più circostanze, fra cui la necessità di riqualificare i fondali con ulteriori scavi, e la situazione di incertezza economica dovuta a un contesto competitivo particolarmente complesso, non ha fatto nascere, negli anni successivi alla dismissione del raccordo, particolari iniziative per il ripristino, né decise rimostranze atte a sensibilizzare l'opinione pubblica.

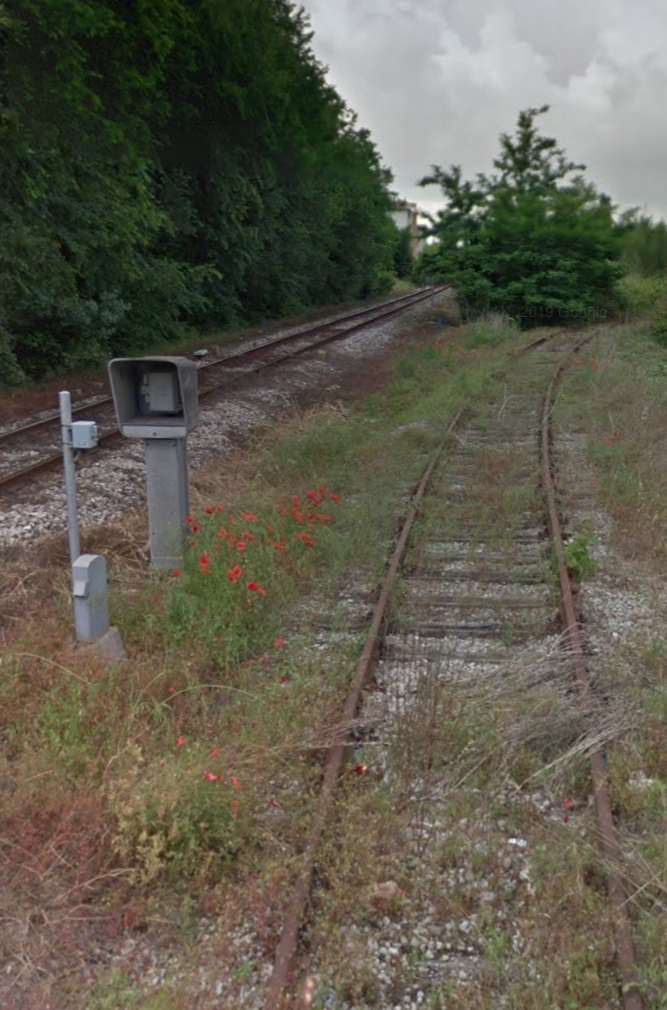
Particolare del fascio binari all'altezza di via F. Turati. A sinistra la Chioggia-Rovigo e, a destra, il raccordo dismesso, in evidente stato di incuria.

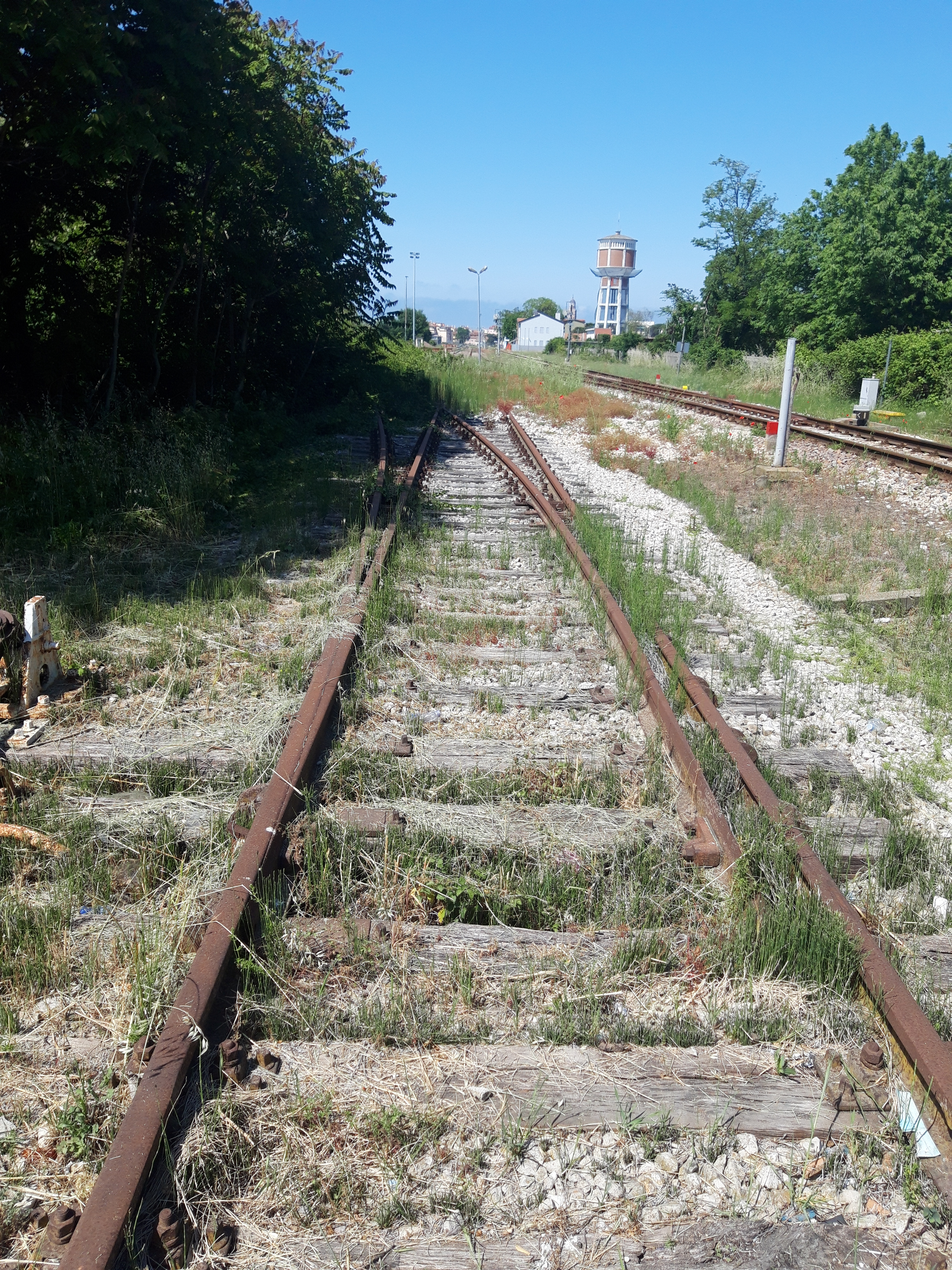
Il raccordo di Val da Rio e, sullo sfondo, la stazione di testa di Chioggia

Un punto di svolta si è verificato nel febbraio del 2018 quando fu siglato, tra RFI e l'Autorità del Sistema Portuale del Mare Adriatico Settentrionale, un protocollo d'intesa per il potenziamento infrastrutturale degli scali marittimi di Venezia e Chioggia. Nel documento in questione si è fatto esplicito riferimento a generici "interventi per il ripristino del collegamento ferroviario tra il porto di Chioggia e la rete nazionale". Di eventuali tempistiche, almeno in quella sede, non è però stata fornita nessuna tabella di marcia. Gli interventi prospettati si inseriscono in un più generale quadro di interventi che non può prescindere dal miglioramento delle condizioni dei canali, in quanto, come dichiarato nel 2019 dal presidente dell'Autorità portuale di Venezia e Chioggia, Pino Musolino, sussiste «un piano regolatore portuale che ci permette di avere canali portuali fino a -12 metri. L'accessibilità nautica, che è uno dei compiti principali dell'autorità di sistema, ci dà diritto e ci obbliga a mantenere l'accessibilità a -12 metri. È evidente che i porti si insabbiano e si dragano, è un fatto di buonsenso notorio. I 12 metri di fondale sono quelli che garantiscono la piena operatività al porto di Venezia e Chioggia. Chioggia ha fondali autorizzati a meno 7, meno 8 metri, ma anche in quel caso per quasi vent'anni non si sono dragati i canali portuali, e il porto oggi versa in condizioni emergenziali, perché ha fondali che sono arrivati a 6 metri, In queste condizioni possiamo andare a raccogliere le margheritine».
Con la Deliberazione della Giunta Regionale del Veneto nr. 1621 del 9 giugno 2009 (Bur nr. 51 del 23 giugno 2009), avente ad oggetto «Approvazione schema di Accordo di Programma tra Regione Veneto e Azienda Speciale per il Porto di Chioggia per il completamento della progettazione del collegamento ferroviario Venezia-Chioggia», venne dato il placet all'accordo per la connessione della rete locale a quella nazionale, dopo che, con Delibera della Giunta Regionale del Veneto nr. 3719 del 2 dicembre 2008, fu impegnato, in favore di Aspo Chioggia, un contributo di € 250.000,00, teso a finanziare la progettazione preliminare del raccordo ferroviario che colleghi la stazione ferroviaria di Chioggia e il porto della città con il nodo ferroviario di Venezia-Mestre. Si trattava, secondo l'idea progettuale dell'epoca, di progettare, sostanzialmente, una nuova linea che avrebbe deviato dalla Rovigo-Chioggia all'altezza della località di Canal di Valle e avrebbe, quindi, proseguito in aperta campagna fino ad attraversare il canale Gorzone, inserendosi, quindi, nell'argine destro del tratto Brenta-Bacchiglione. All'altezza della località di Ca' Pasqua si sarebbe ricollegato all'argine destro del fiume Brenta, con un ponte di 350 metri, passando per Ca' Bianca, in territorio del comune di Chioggia, quindi per Santa Margherita, Codevigo e Corte, per arrivare a raccordarsi alla linea ferroviaria Adria-Mestre in prossimità di Giare.

## Caratteristiche

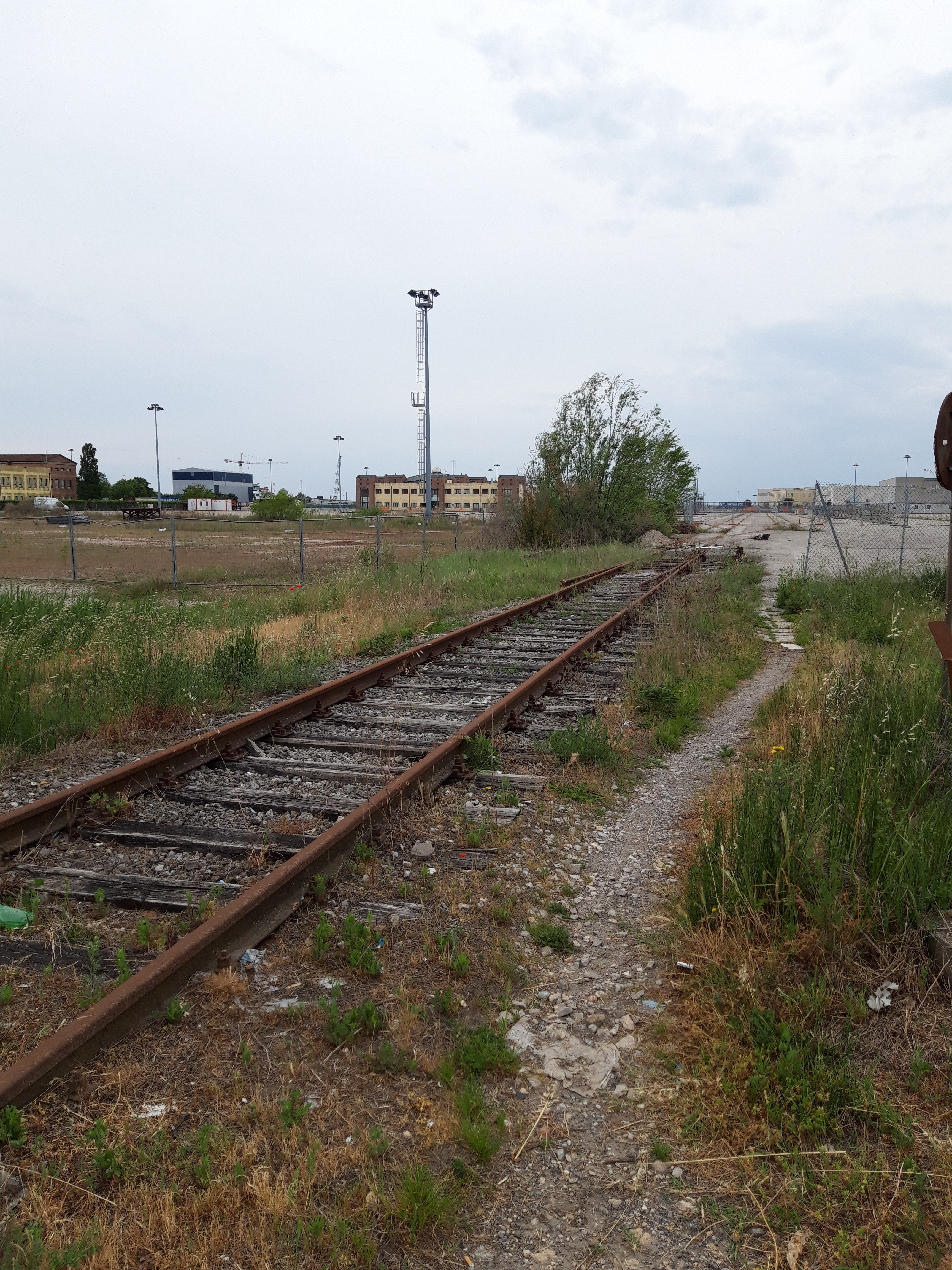
Veduta del porto nuovo di Val da Rio con i binari ancora presenti.

Il raccordo era una ferrovia a binario semplice a scartamento ordinario da 1435 mm. La trazione era termica. I carri merci venivano riforniti sul grande piazzale che, dallo scalo portuale di Val da Rio, si affaccia su via Maestri del Lavoro, che collega Chioggia alla strada statale 309 Romea. Ancora oggi è possibile notare la vasta area che, un tempo, era occupata dai convogli che, una volta riempiti a dovere, proseguivano la loro corsa verso la stazione di Chioggia, per poi connettersi alla rete nazionale attraverso la ferrovia Chioggia-Rovigo.

## Percorso
Il breve raccordo ferroviario parte dalla stazione di Chioggia e, per una brevissima tratta, corre parallelo alla Ferrovia Chioggia-Rovigo. Condivide, infatti, la breve tratta che, dal fascio binari della stazione di Chioggia, sita nella frazione di Borgo San Giovanni, si dirama verso sud, attraversando il passaggio a livello di via Filippo Turati. Dopodiché si allontana dolcemente dal binario della linea per Rovigo per convergere verso via Maestri del Lavoro, dove attraversava la larga via a due corsie per senso di marcia per poi dirigersi verso il porto. Per un breve tratto, quindi, tagliava un'area verde, fra piccolissimi appezzamenti coltivati e porzioni incolte, prima di incrociare via Maestri del Lavoro.
Il passaggio a livello era privo di barriere e dotato di segnale a croce di Sant'Andrea.
I carri merci, nel periodo di esercizio, componevano spesso un lungo convoglio che rendeva momentaneamente inservibile la larga via Maestri del Lavoro, strada a due corsie per senso di marcia. Si tratta di un'arteria non collocata nel cuore della città, ma importante nell'ambito della viabilità cittadina, in particolar modo funzionale ad alleggerire il traffico di via Granatieri di Sardegna, a servizio del popoloso quartiere di Borgo San Giovanni, ma anche a fungere quale bretella di collegamento con Isola Saloni, sede storica del porto di Chioggia, prima che larga parte delle sue funzioni fosse trasferita in Val da Rio. L'interruzione viaria era evitabile invertendo, ove possibile, il senso di marcia, al fine di convergere verso via Granatieri di Sardegna, evitando così di imbattersi nel raccordo.
Dal porto commerciale di Val da Rio si può notare il fascio binari che, prima di convergere su via Maestri del Lavoro tagliandola perpendicolarmente, gode di una vastissima area a supporto delle potenziali operazioni di carico. Partendo, quindi, da Val da Rio (porto nuovo di Chioggia), ci si imbatte nella larga arteria viaria, e a seguire in un'area verde, che separa via Maestri del Lavoro da via Granatieri di Sardegna, lambendo la vasta zona abitata denominata Borgo San Giovanni, grande area residenziale a sud della città di Chioggia. L'inizio della tratta dalla stazione di via Granatieri di Sardegna, gode di una vasta area a supporto delle operazioni di carico, con un'ampia area attrezzata per le operazioni di scarico delle merci, compreso un ampio piazzale, prospiciente a via Maestri del Lavoro, importante arteria urbana migliorata verso la fine degli anni 1990, a fondamentale servizio proprio dell'area portuale. Quando fu realizzato il raccordo, vennero posizionati dei nuovi binari partendo proprio dall'inizio della linea passeggeri per Rovigo, permettendo così di cogliere la sinergia offerta dalla linea già esistente.
| Continuation backward |

| Station on track |

| End station |

## Traffico
Il traffico, nel periodo di attivazione, fu limitato al servizio merci. Le attività, all'epoca del funzionamento del raccordo, furono gestite dalla società regionale Sistemi Territoriali, a cui fu affidato il compito di provvedere alla normale attività di movimentazione dei carri merci. La società regionale fu altresì incaricata di provvedere alla manutenzione ordinaria dei binari del raccordo. Al termine delle attività legate all'esercizio e alla manutenzione del raccordo, la SpA regionale Sistemi Territoriali continuò a gestire il servizio passeggeri sulla linea attigua che, da Chioggia, raggiunge il Rodigino, servendo molte località del Polesine, nonché le frazioni a sud di Chioggia. Il raccordo era utilizzato, almeno negli ultimi tempi di esercizio, prevalentemente da convogli destinati al mercato del Nordafrica. Questa destinazione non ebbe, però, più importanza per lo scalo clodiense, a causa del sostanziale azzeramento dei traffici.

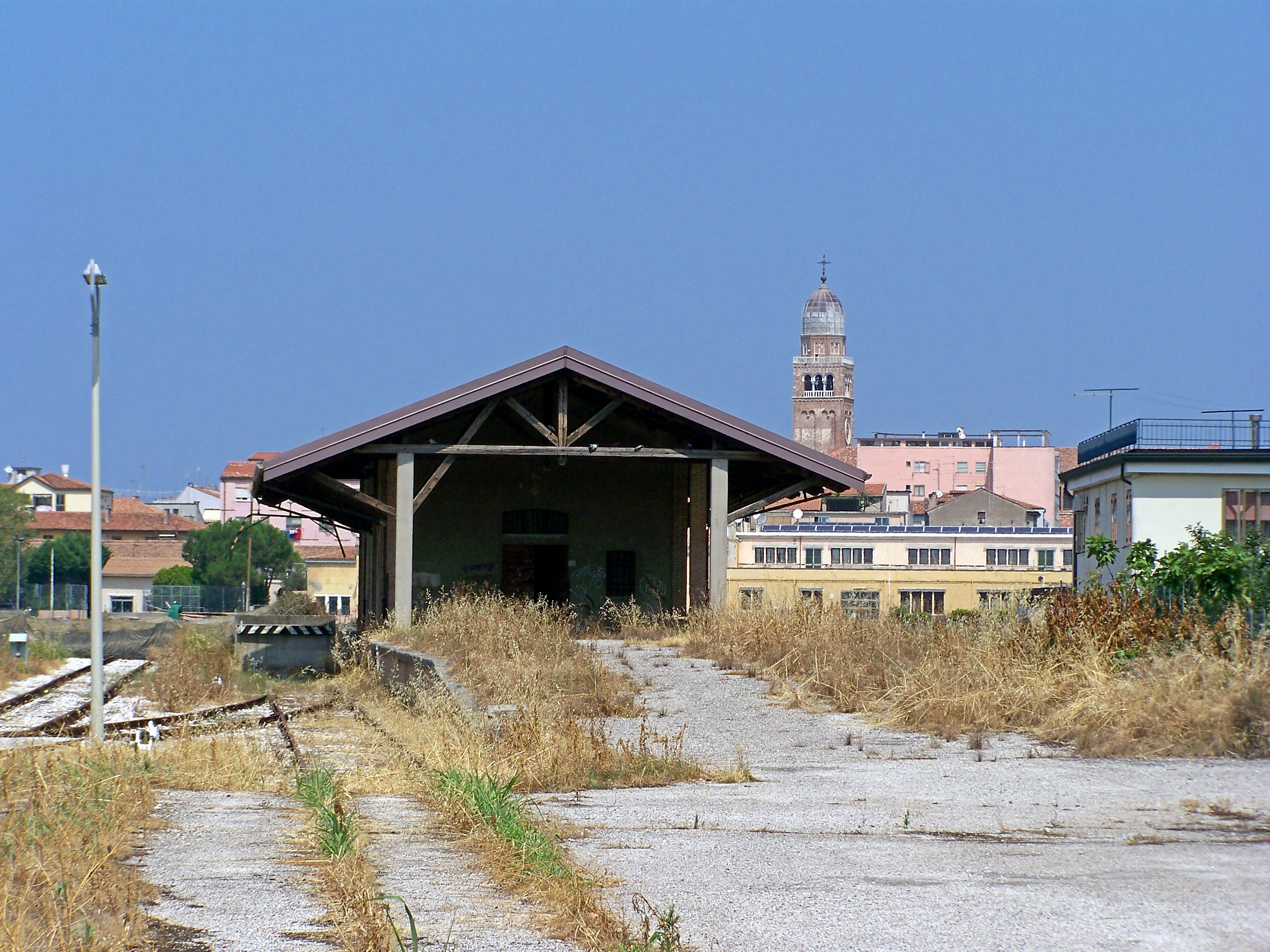
Il magazzino merci in disuso, situato all'interno della stazione di Chioggia.